# Malba

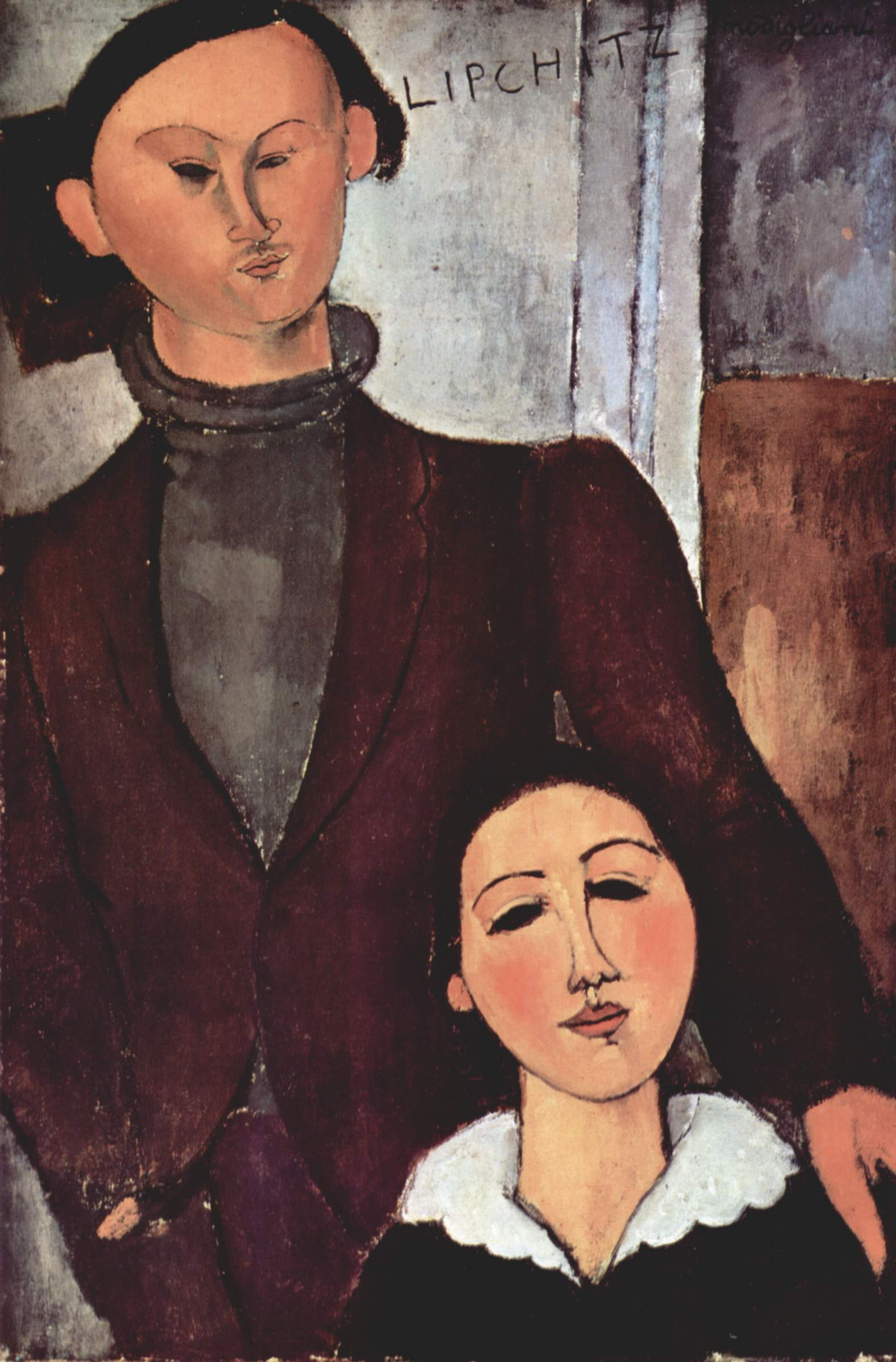
Olejomalba Jacques a Berthe Lipchitz od Amedea Modigliani

Malba je technika nanášení barev ve (většinou souvislé) vrstvě na podklad, zpravidla pomocí štětce. V přeneseném smyslu slova znamená také produkt této činnosti. Od kresby se liší použitými prostředky – barvami, nástroji (štětec, špachtle…) a plošností, s jakou je barva nanášena. Malba je jedním z druhů výtvarného umění. V neuměleckém smyslu je malba synonymem pro nátěr nebo natírání. Osoba, tvořící malbu, se nazývá malíř či malířka, výsledným dílem bývá obraz.
Základ slova (malba, malíř, malovat,…) pochází z německého malen, a to vychází ze starohornoněmeckého mal = „skvrna, znamení“, jehož původ je spojován s indoevropským základem mel-, znamenajícím „tmavý, černý“. Ve výtvarném umění se jedná o významnou malířskou techniku. Podle charakteru malby, použitých materiálů, či podkladu se malba dělí na několik základních malířských technik.

## Součásti malby

### Barva
Pro výběr barvy je rozhodující zvolená technika (barvy olejové, nebo vodou ředitelné), schopnosti autora (barvy studentské, či profesionální, mistrovské), a účel tvorby (dílo "věčné"). Také se vyrábějí barvy s různými „efekty“, např. barvy iridiscentní (duhové), fluorescentní (světélkující) nebo s leskem.
Pro široké možnosti při samotné tvorbě se nejčastěji používají olejové barvy (proto olejomalba). Před rozšířením olejomalby (12–15. stol.) se malovalo tzv. vaječnou temperou, kdy se barevné pigmenty (práškové barvy, připravované mletím z přírodních minerálů – např. z malachitu, azuritu, rumělky, nebo z barevné hlíny) spojovaly pomocí emulze (nejčastějším emulgátorem byl vaječný žloutek). V současných olejových barvách je barvivo smícháno s olejem (nejčastěji lněným či ořechovým), charakter oleje ovlivňuje jejich krycí schopnost. Malba olejovými barvami umožňuje použití různých způsobů a efektů, např. techniku lazur, lze je klást v jemných vrstvách, ředěné, smíchané s médii, nebo vrstvenou techniku, pastózní kladení barev, přímo z tuby, nanášené štětcem, špachtlí, nebo třeba prsty. Olejové barvy mají delší dobu schnutí, do malby lze "vstupovat" opakovaně. Po zaschnutí tmavnou, malba se prohlubuje. Pro rychlejší schnutí se přidává do barev sikativ. Existují i olejové barvy, vodou ředitelné.
Barvy akrylové, vyráběné ze směsi pigmentů a syntetické pryskyřice, na vodní bázi, patří, pro jednoduchost v jejich používání, mezi oblíbené, především pro začátečníky v malbě. Jsou podobné olejovým barvám, ale ředí se vodou. Akrylové barvy jsou krycí, lze použít techniku impasto, tj. neředěnou barvu v silných vrstvách. Konzistenci barev lze ovlivnit použitím médií (zahuštěním či zředěním), barva bude tekutější, hladká nebo se zvýší jejich průhlednost, mohou se vytvářet zajímavé efekty, reliéfy atd. Akrylové barva schnou rychleji, po zaschnutí mírně tmavnou, suché jsou vodě odolné, a neotírají se. Ve spojení s médii se akrylové barvy např. používají pro techniku lití barev – pouring art.
Akvarelové barvy se také ředí vodou, prodávají se v tzv. pánvičkách (mističkách), nebo v tubách. Jsou však transparentní (průhledné, nekryjí), proto po zaschnutí lze dílo těžko opravovat. Malba se provádí technikou rozpíjení barev do mokrých vrstev a překrýváním suchých barevných vrstev. Po zaschnutí jsou barvy světlejší. Bílá akvarelová barva neexistuje, plochy, které mají být bílé, se při malbě vynechávají.

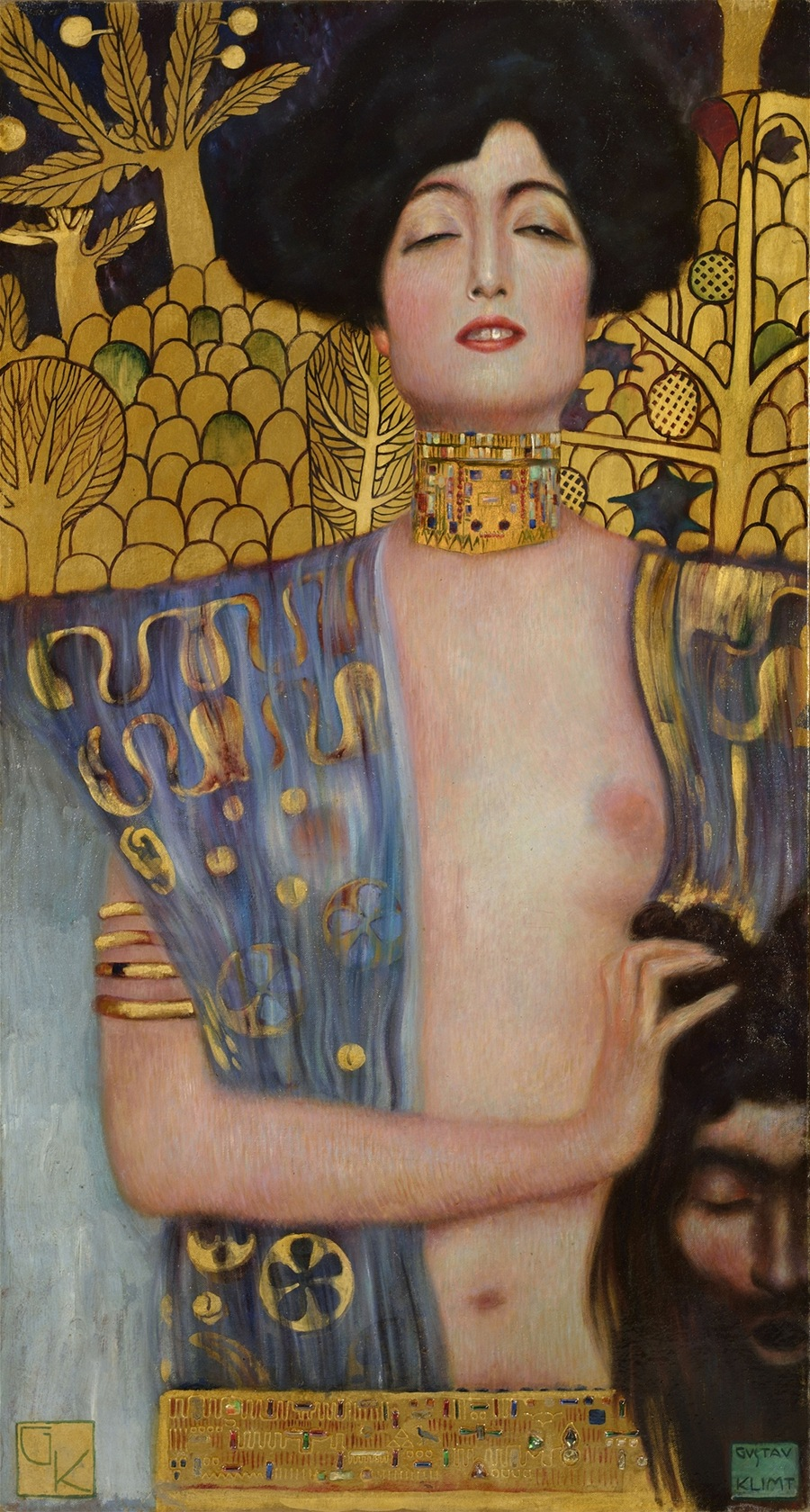
Olejomalba se zlatem od Gustava Klimta – Judita s hlavou Holoferna

### Nástroje
Mezi nejdůležitější pomůcky tvůrce malby patří štětec. Štětce jsou přírodní (sobolí, hovězí, tchoří, prasečí) a syntetické. Dále je rozlišujeme podle typu zvolených barev (olejové, akvarelové..), podle savosti, velikosti a tloušťky jejich pracovní plochy (0–12..), délky, hustoty a tvrdosti vlasu, podle tvaru (kulaté, ploché, vějířové), s dlouhou či krátkou rukojetí.
Špachtle nebo malířský nůž slouží k nanášení barvy v silných vrstvách, na plátně s nimi lze vytvářet nejrůznější stopy, plastické reliéfy atp. Ke stejnému účelu se používají různá hladítka a kartáče.
Důležitou, nicméně ne nezbytnou pomůckou malíře je paleta. Rozdělávají a míchají se na ní barvy. Nejrozšířenější je dřevěná (s otvorem pro palec), dále plastová, existuje i skleněná, a také jednorázová papírová (blok listů ve tvaru palety, jednotlivý list se po použití vyhodí).
Při malbě se dále používá ředidlo (pro olejové barvy), závěrečný ochranný lak, malířský stojan (cestovní, ateliérový..) aj.

### Podklad
Nejčastějším podkladem malby je plátno, a to bavlněné, lněné nebo směsové. Bavlněné je jemnější, lněné hrubší. Je zpravidla napnuté na dřevěné konstrukci (tzv. "blind-rámu"). V minulosti byla ovšem častá i malba na dřevěnou podložku, desku (kostelní malby, ikony...). V současnosti je jako podklad využíváno mnoho různých, i různorodých, materiálů, například karton, plast, překližka, dřevotříska, sololit, masonit, plech a pod.
Struktura povrchu podložky, na kterou se maluje, bývá zpravidla předem upravena, např. plátno se po napnutí klihuje, šepsuje, na kartonu nalepený textil se natírá např. latexem. Následné barevné tónování podkladu se nazývá imprimitura. Dalším krokem (a zároveň prvním krokem vlastní malby) je podmalba. V období renesance se používala lavírovaná, tmavé barvy na světlý podklad, v baroku byla podkladová vrstva zpravidla tmavá (bolus), takže podmalba vznikala tzv. vysvětlováním malovaného předmětu. Dnes se kombinují oba způsoby. Barva podkladové vrstvy má (stejně jako použitá technika) velký význam pro celkové barevné vyznění obrazu.

### Plocha obrazu

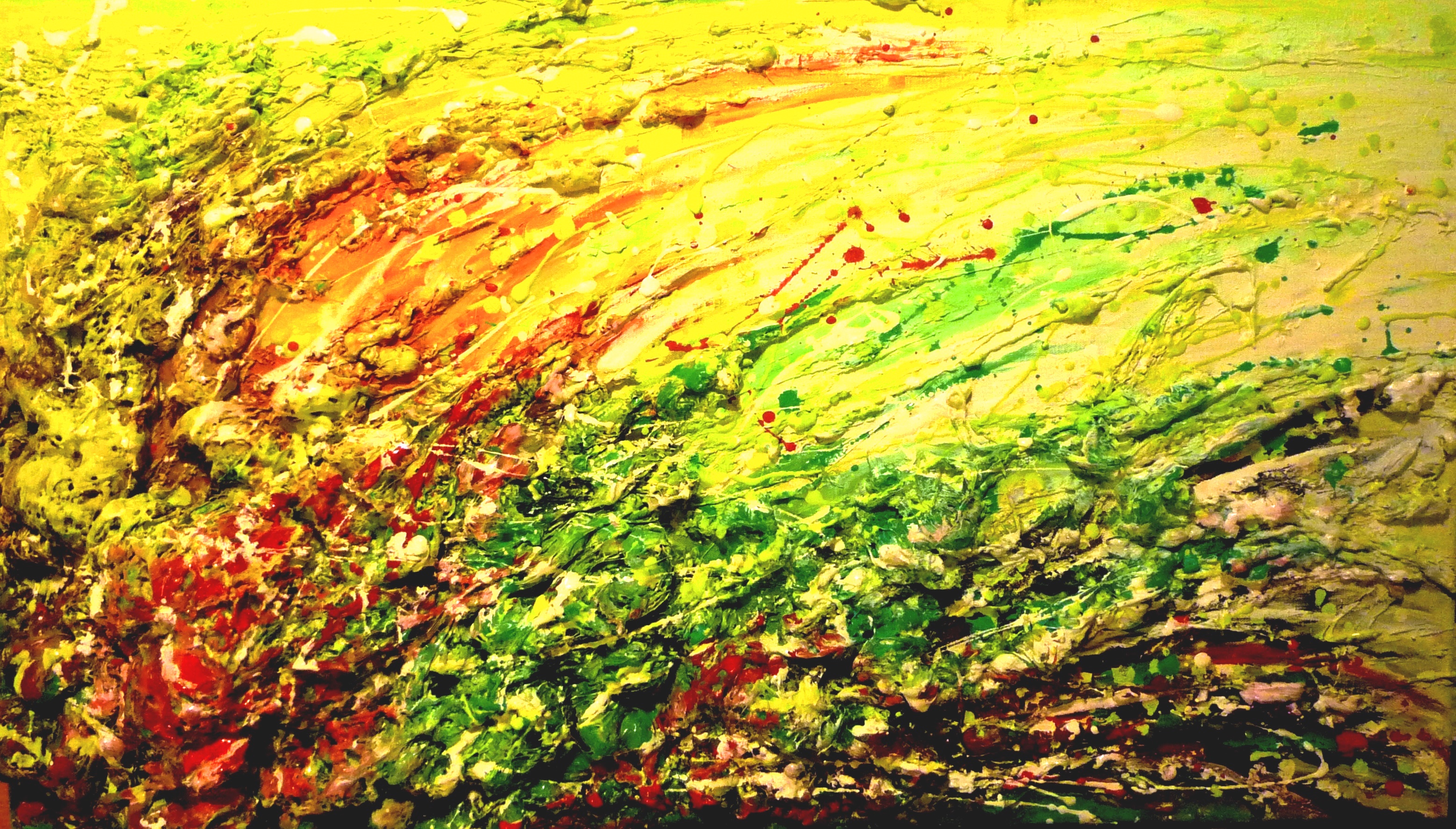
Malba akrylem, plastická abstrakce na plátně

Před provedením vlastního díla bývá obraz (autorem) zpravidla rozvržen pomocí podkresby (nestalo-li se tak již podmalbou), poté se postupuje od zadních částí obrazu (tzv. pozadí, většinou za použití studených, světlých odstínů barev) směrem dopředu (tzv. popředí a teplé, syté barvy), od horního okraje ke spodnímu. Malba je zpravidla prováděna ve více vrstvách. Po dokonalém zaschnutí (u olejomalby to může být i celý rok) se dílo – obraz většinou lakuje (např.damarovým lakem), pro jeho ochranu, udržení stálosti barev a docílení stejného lesku (nebo matu). Malby – obrazy se rozlišují také podle zobrazovaného námětu (realistický, abstraktní...).
Malba na papír, pomocí vodou ředitelných, nekryjících ("vodovek") barev, tzv. akvarel, může být kombinována také s kresbou. Dalšími technikami malby je např. kvaš, pastel, enkaustika, malba disperzními barvami.atd. Rychlá technika malby, používaná především v krajinomalbě (přímo na místě malby, v plenéru) se nazývá "ala prima".
Nástěnné malířství využívá tři základní techniky: malbu do vlhké omítky – al fresco (freska), malbu na suchou omítku – al secco a jejich kombinaci – fresco-secco.
Současné malířství často překračuje historickou praxí vymezené názvy, techniky i technologie. Proto je vymezení současných malířských technik složitější, a často i zajímavější.

## Druhy malby podle materiálů a technik

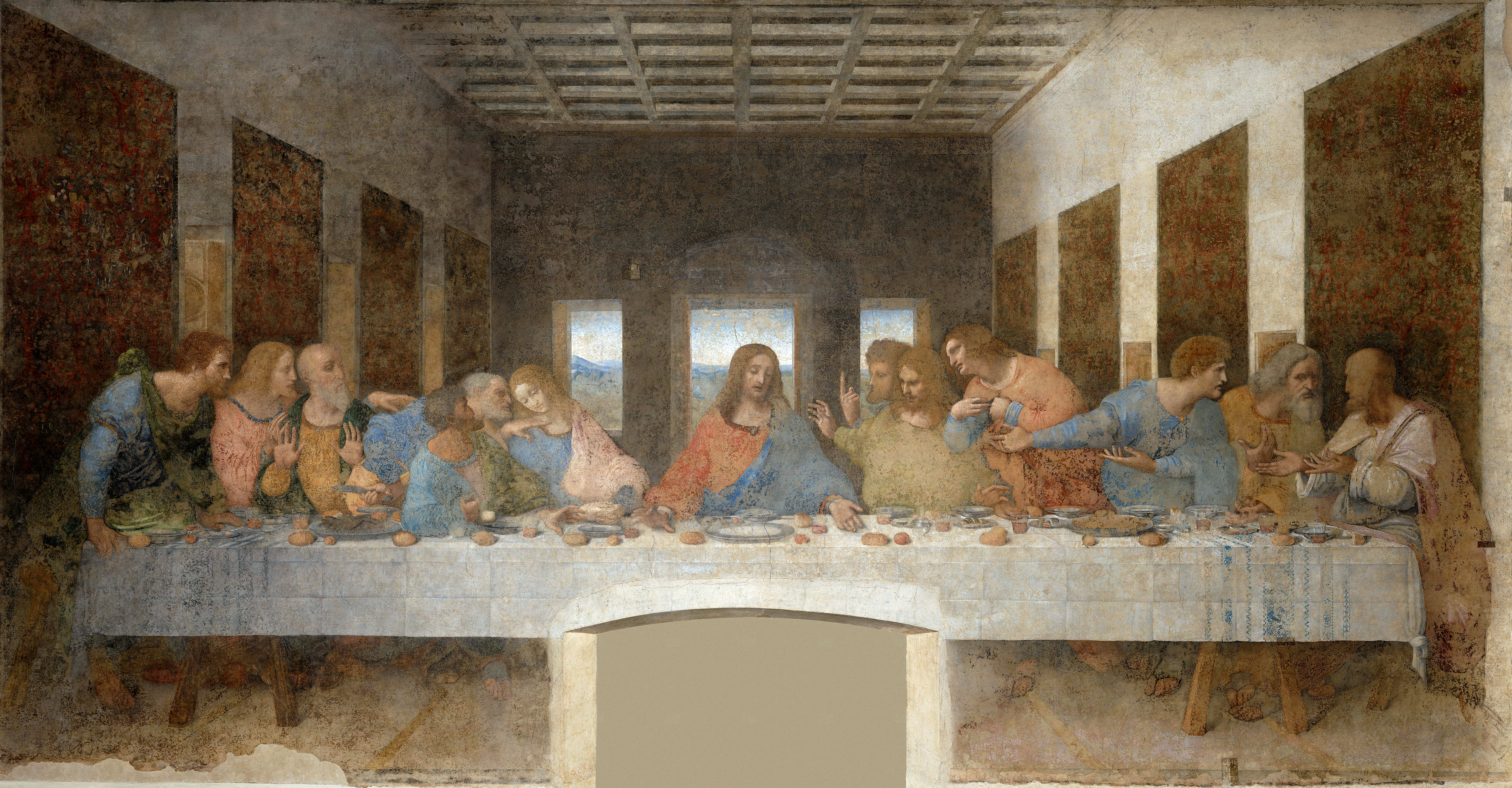
Nástěnná malba Poslední večeře od Leonarda da Vinci

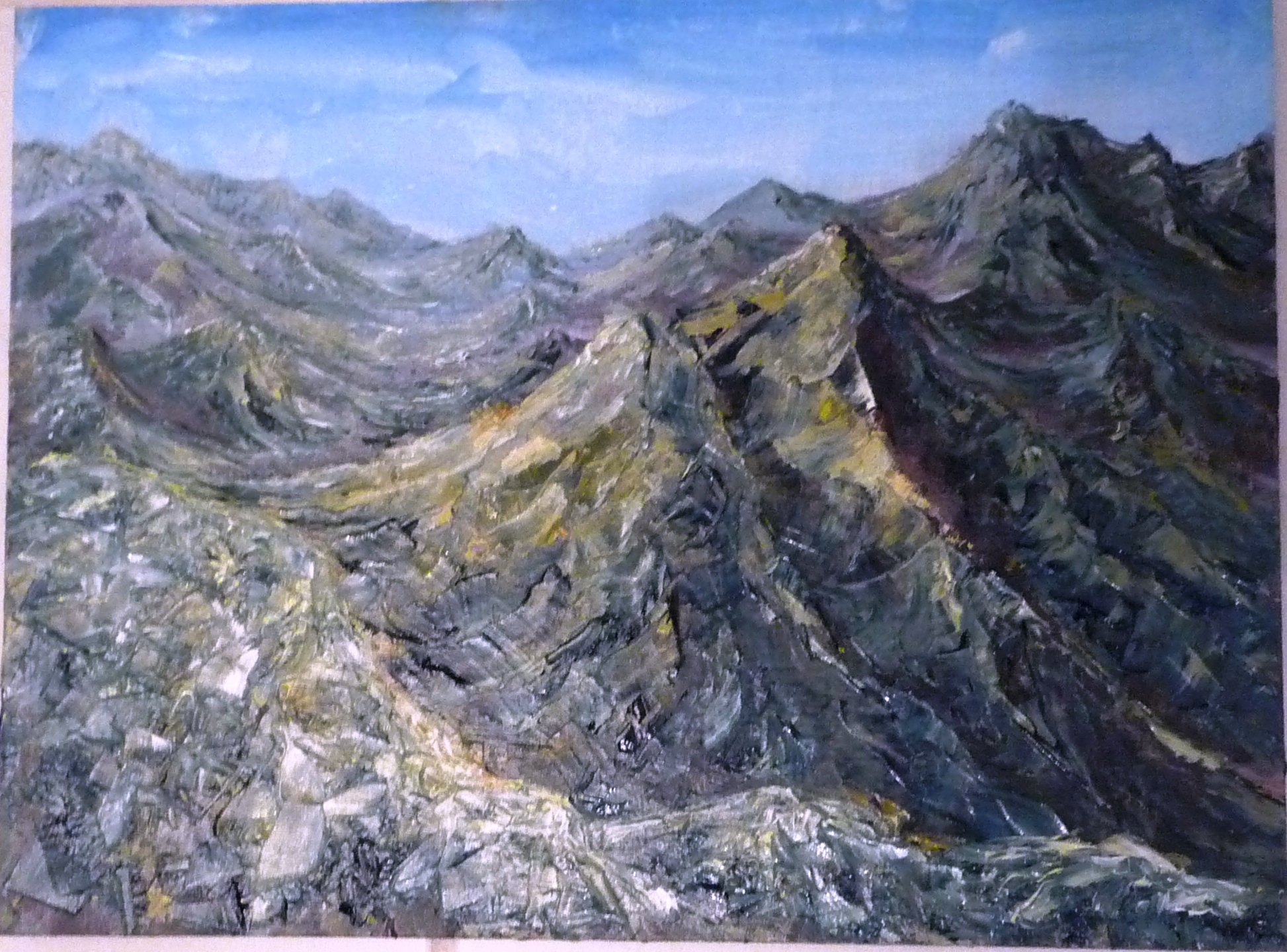
Malba špachtlí na kartonu, olejové barvy

Malbu lze dělit podle různých kritérií: podle použitých barev, jakou technikou či technikami jsou nanášeny, na jaký materiál se barvy nanáší, jak se upravuje jejich povrch, čím se maluje, a konečně i podle námětu vyobrazení.
Barvy a techniky
- Olejomalba
- Akrylová barva
- Tempera – ředěná vodou nebo vaječná
- (Akvarel) – vodové barvy
- Enkaustika – malba barvami s voskem
- Kvaš
- Pigment s pojidlem

Rukopis
- Malba štětcem
- Malba pastózní – tubičkou barvy, špachtlí, prstem, hřebenem[12]
- Stamp art – malba otiskem barvy z razítka, houbičky, aj. předmětů zanechávajících specifickou strukturu
- Dripping – barva nalévaná, nakapávaná, rozstřikovaná (např. Jackson Pollock
- Malba vymývaná vodou, rozpité barvy
- Grisaille – jednobarevná stínová malba (šedá, hnědá, modrá)
- Pointilismus – malba tečkovaná
- Malba čárkovaná – restaurátorská rekonstrukce chybějících ploch, zblízka odlišitelná od originálu

Nástěnná malba
- do mokré omítky (freska), do suché omítky (al secco)
- sprejem z volné ruky nebo přes šablonu (graffiti)
- Malba pod omítkou, proškrabávaná (sgrafito)
- Písková malba[13]

Další materiály
- Malba na dřevo, podklad křídový
- Malba na plátno (často šepsované), hedvábí
- Malba na papír, papyrus, pergamen, kůži
- Malba švarclotem na barevné sklo, užívaná k Vitráži
- Podmalba na čiré sklo[14][15]
- Malba na porcelán[16][17]
- Malba na keramiku[18]
- Malba smalt na kov, porcelán [19]

Žánry malby
- Krajina, zátiší, portrét, figura, abstrakce[20]